# Chrysallida
Genre
Synonymes
- Burkillia Iredale, 1915
- Chrysallida (Pyrgulina) A. Adams, 1864
- Elodia de Folin, 1870
- Elodiamea de Folin, 1886
- Ividella Dall & Bartsch, 1909
- Odostomia (Chrysallida) Carpenter, 1856
- Partulida Schaufuss, 1869

Chrysallida est un genre de mollusques gastéropodes marins de l'ordre des Heterostropha et de la famille des Pyramidellidae.

## Liste des espèces
- Chrysallida affinis (Laseron, 1959)
- Chrysallida africana van Aartsen & Corgan, 1996
- Chrysallida angusta Carpenter, 1864
- Chrysallida annobonensis Peñas & Rolán, 2002
- Chrysallida asiatica Corgan, 1970
- Chrysallida australis Thiele, 1930
- Chrysallida bellula A. Adams, 1860
- Chrysallida bjoernssoni Warén, 1991
- Chrysallida boucheti Peñas & Rolán, 1999
- Chrysallida caelatura (Laseron, 1951)
- Chrysallida canariensis Nordsieck & Talavera, 1979
- Chrysallida cancellata (d'Orbigny, 1841)
- † Chrysallida cantaurana Landau & LaFollette, 2015
- Chrysallida carpinei van Aartsen, Gittenberger & Goud, 2000
- Chrysallida castleraghensis Saurin, 1959
- Chrysallida chetelati Saurin, 1962
- Chrysallida communis (C.B. Adams, 1852)
- Chrysallida conifera Pimenta, 2012
- Chrysallida connexa (Dautzenberg, 1912)
- Chrysallida costellata A. Adams, 1861
- Chrysallida culaoniana Saurin, 1959
- † Chrysallida curvicostata (Grant-Mackie & Chapman-Smith, 1971)
- Chrysallida declivata (Laseron, 1959)
- Chrysallida decorata (Philippi, 1849)
- Chrysallida dux (Dall & Bartsch, 1906)
- † Chrysallida eocenica (Laws, 1941)
- Chrysallida epitonoides van Aartsen, Gittenberger E. & Goud, 2000
- Chrysallida erucella A. Adams, 1863
- Chrysallida eugeniae Peñas & Rolán, 1998
- Chrysallida fenestrata (Jeffreys, 1848)
- Chrysallida foveata Robba, Di Geronimo, Chaimanee, Negri & Sanfilippo, 2004
- Chrysallida foveolata (A. Adams, 1860)
- Chrysallida galbula A. Adams, 1863
- Chrysallida gemmulosa (C. B. Adams, 1850)
- Chrysallida genouillyi Saurin, 1962
- Chrysallida gitzelsi van Aartsen, Gittenberger & Goud, 2000
- Chrysallida gubbiolii Peñas & Rolán, 1998
- Chrysallida gunnamatta (Laseron, 1951)
- Chrysallida herosae Peñas & Rolán, 1998
- Chrysallida hoeisaeteri Warén, 1991
- Chrysallida hoenselaari van Aartsen, Gittenberger & Goud, 2000
- Chrysallida honnorati Saurin, 1959
- Chrysallida horii van Aartsen, gittenberger & Goud, 2000
- Chrysallida impercepta Schander, 1994
- Chrysallida indistincta (Henn & Brazier, 1894)
- Chrysallida innocua Corgan, 1970
- Chrysallida insularis (Oliver, 1915)
- Chrysallida intorta Hoffman & Freiwald, 2017
- Chrysallida intumescens Schander, 1994
- Chrysallida kesteveni (Hedley, 1907)
- Chrysallida kymatodes (Watson, 1886)
- Chrysallida leoni Fernández-Garcés, Peñas & Rolán, 2011
- Chrysallida littoralis (A. Adams, 1861)
- Chrysallida lucida (Laseron, 1950)
- Chrysallida maoria (Powell, 1940)
- Chrysallida mayii (Tate, 1898)
- Chrysallida mcmillanae van Aartsen, Gittenberger & Goud, 2000
- Chrysallida medialuna Faber, 2008
- Chrysallida megembryon Saurin, 1958
- Chrysallida menkhorsti van Aartsen, Gittenberger E. & Goud, 2000
- Chrysallida metula A. Adams, 1860
- Chrysallida minna A. Adams, 1860
- Chrysallida minutissima (Dautzenberg & H. Fischer, 1906)
- Chrysallida mirationis (Laseron, 1959)
- Chrysallida multicostata (Laseron, 1959)
- Chrysallida multituberculata (Castellanos, 1982)
- Chrysallida munda A. Adams, 1860
- Chrysallida nana (A. Adams, 1861)
- Chrysallida navisa (Dall & Bartsch, 1907)
- Chrysallida nioba (Dall & Bartsch, 1911)
- Chrysallida ovalis Thiele, 1930
- Chrysallida pelorcei Peñas & Rolán, 1998
- Chrysallida phanthietina Saurin, 1958
- Chrysallida projectura (Laseron, 1959)
- Chrysallida pura (Saurin, 1962)
- Chrysallida pusio A. Adams, 1861
- Chrysallida pygmaea A. Adams, 1861
- Chrysallida pyrgulina Peñas & Rolán, 1998
- Chrysallida ryalli Peñas & Rolán, 2002
- Chrysallida saurini Robba, Di Geronimo, Chaimanee, Negri & Sanfilippo, 2004
- Chrysallida seamounti Peñas & Rolán, 1999
- Chrysallida semiplicata A. Adams, 1860
- Chrysallida semipunctata Nomura, 1937
- Chrysallida sibana (Yokoyama, 1927)
- Chrysallida simulans (Chaster, 1898) (taxon inquirendum)
- Chrysallida sixtoi Peñas & Rolán, 1998
- Chrysallida spiralis (Laseron, 1959)
- Chrysallida stefanisi (Jeffreys, 1869)
- Chrysallida stupa Hori & Fukuda, 1999
- Chrysallida sublustris (Friele, 1886)
- Chrysallida subtantilla Golikov in Golikov & Scarlato, 1967
- Chrysallida terebra A. Adams, 1861
- Chrysallida thetisae Espinosa & Ortea, 2011
- Chrysallida trachis (Dall & Bartsch, 1909)
- Chrysallida tribulationis (Hedley, 1909)
- Chrysallida trifuniculata (Saurin, 1962)
- Chrysallida turbonillaeformis van Aartsen, Gittenberger & Goud, 2000
- Chrysallida typica (Laseron, 1959)
- Chrysallida vanbruggeni van Aartsen & Corgan, 1996
- Chrysallida verdensis Peñas & Rolán, 1998
- Chrysallida vignali (Lamy, 1910)
- Chrysallida vincentina (Tryon, 1886)
- Chrysallida vincula (Laseron, 1951)
- Chrysallida zea (Hedley, 1902)
- † Chrysallida zecarinata Laws, 1948

Noms en synonymie
- Chrysallida alleryi (Kobelt, 1903): synonyme de Parthenina monterosatii (Clessin, 1900)
- Chrysallida angulosa (Monterosato, 1889): synonyme de Parthenina angulosa (Monterosato, 1889)
- Chrysallida anselmoi Peñas & Rolán, 1998: synonyme de Parthenina anselmoi (Peñas & Rolán, 1998)
- Chrysallida antimaiae Schander, 1994: synonyme de Parthenina obesa (Dautzenberg, 1912)
- Chrysallida approximans (Dautzenberg, 1912): synonyme de Kongsrudia approximans (Dautzenberg, 1912)
- Chrysallida brattstroemi Warén, 1991: synonyme de Parthenina brattstroemi (Warén, 1991)
- Chrysallida brevicula (Jeffreys, 1883): synonyme de Turbonilla amoena (Monterosato, 1878)
- Chrysallida brusinai (Cossmann, 1921): synonyme de Spiralinella incerta (Milaschewitsch, 1916)
- Chrysallida buijsei De Jong & Coomans, 1988: synonyme de Fargoa bushiana (Bartsch, 1909)
- Chrysallida casta A. Adams, 1861: synonyme de Pyrgulina casta (A. Adams, 1861)
- Chrysallida clathrata (Jeffreys, 1848): synonyme de  Parthenina clathrata (Jeffreys, 1848)
- Chrysallida columna: synonyme de Pyrgulina columna (Laseron, 1959)
- Chrysallida colungiana F. Nordsieck, 1972: synonyme de Parthenina dollfusi (Kobelt, 1903)
- Chrysallida consobrina A. Adams, 1861: synonyme de Pyrgulina consobrina (A. Adams, 1861)
- Chrysallida convexa (Carpenter, 1857): synonyme de Besla convexa (Carpenter, 1857)
- Chrysallida dantarti Peñas & Rolán, 2008: synonyme de  Parthenina dantarti (Peñas & Rolán, 2008)
- Chrysallida decussata (Montagu, 1803): synonyme de  Parthenina decussata (Montagu, 1803)
- Chrysallida dekkeri van Aartsen, Gittenberger E. & Goud, 2000: synonyme de Parthenina dekkeri (van Aartsen, Gittenberger & Goud, 2000)
- Chrysallida dimidiata Schander, 1994: synonyme de Pyrgulina dimidiata (Schander, 1994)
- Chrysallida doliolum (Philippi, 1844): synonyme de Odostomella doliolum (Philippi, 1844)
- Chrysallida dollfusi (Kobelt, 1903): synonyme de Parthenina dollfusi (Kobelt, 1903)
- Chrysallida elegans (de Folin, 1870): synonyme de Liamorpha elegans (de Folin, 1870)
- Chrysallida emaciata (Brusina, 1866): synonyme de Parthenina emaciata (Brusina, 1866)
- Chrysallida ersei Schander, 1994: synonyme de Kongsrudia ersei (Schander, 1994)
- Chrysallida excavata (Philippi, 1836): synonyme de Folinella excavata (Phillippi, 1836)
- Chrysallida eximia (Jeffreys, 1849): synonyme de Parthenina eximia (Jeffreys, 1849)
- Chrysallida faberi van Aartsen, Gittenberger & Goud, 2000: synonyme de Parthenina faberi (van Aartsen, Gittenberger & Goud, 2000)
- Chrysallida falcifera (Watson, 1881): synonyme de Tragula falcifera (Watson, 1881)
- Chrysallida farolita F. Nordsieck, 1972: synonyme de Parthenina interstincta (Adams J., 1797)
- Chrysallida feldi van Aartsen, Gittenberger & Goud, 2000: synonyme de Parthenina feldi (van Aartsen, Gittenberger & Goud, 2000)
- Chrysallida fenestrata (Jeffreys, 1848): synonyme de Tragula fenestrata (Jeffreys, 1848)
- Chrysallida fischeri (Hornung & Mermod, 1925): synonyme de Pyrgulina fischeri Hornung & Mermod, 1925
- Chrysallida flexuosa (Monterosato, 1874): synonyme de Parthenina flexuosa (Monterosato, 1874)
- Chrysallida gabmulderi van Aartsen, Gittenberger & Goud, 2000: synonyme de Parthenina gabmulderi (van Aartsen, Gittenberger & Goud, 2000)
- Chrysallida ghisottii (van Aartsen, 1984): synonyme de Folinella ghisottii van Aartsen, 1984
- Chrysallida gruveli (Dautzenberg, 1910): synonyme de Kongsrudia gruveli (Dautzenberg, 1910)
- Chrysallida humilis (Preston, 1905): synonyme de  Quirella humilis (Preston, 1905)
- Chrysallida incerta (Milaschewitsch, 1916): synonyme de Spiralinella incerta (Milaschewich, 1916)
- Chrysallida inconspicua A. Adams, 1861: synonyme de Chrysallida innocua Corgan, 1970
- Chrysallida indistincta (Montagu, 1808): synonyme de  Parthenina indistincta (Montagu, 1808)
- Chrysallida intermixta (Monterosato, 1884): synonyme de Parthenina monozona (Brusina, 1869)
- Chrysallida interspatiosa van der Linden & Eikenboom, 1992: synonyme de Parthenina flexuosa (Monterosato, 1874)
- Chrysallida interstincta (Adams J., 1797): synonyme de Parthenina interstincta (J. Adams, 1797)
- Chrysallida jadisi (Olsson & McGinty, 1958): synonyme de Boonea jadisi (Olsson & McGinty, 1958)
- Chrysallida jeffreysiana (Monterosato, 1884): synonyme de Trabecula jeffreysiana Monterosato, 1884
- Chrysallida jordii Peñas & Rolán, 1998: synonyme de Folinella moolenbeeki van Aartsen, Gittenberger E. & Goud, 1998
- Chrysallida josae van Aartsen, Gittenberger & Goud, 2000: synonyme de Parthenina josae (van Aartsen, Gittenberger & Goud, 2000)
- Chrysallida juliae (de Folin, 1872): synonyme de  Parthenina juliae (de Folin, 1872)
- Chrysallida jullieni (Dautzenberg, 1912): synonyme de Pyrgulina jullieni Dautzenberg, 1912
- Chrysallida kempermani van Aartsen, Gittenberger E. & Goud, 2000: synonyme de Pyrgulina kempermani (van Aartsen, Gittenberger & Goud, 2000)
- Chrysallida kronenbergi van Aartsen, Gittenberger & Goud, 2000: synonyme de Trabecula kronenbergi (van Aartsen, Gittenberger & Goud, 2000)
- Chrysallida lacourti F. Nordsieck, 1972: synonyme de Spiralinella spiralis (Dillwyn, 1817)
- Chrysallida limitum (Brusina in de Folin & Périer, 1876): synonyme de Parthenina limitum (Brusina in de Folin & Périer, 1876)
- Chrysallida maiae (Hornung & Mermod, 1924): synonyme de Pyrgulina maiae Hornung & Mermod, 1924
- Chrysallida manonegra Peñas & Rolán, 1998: synonyme de Chrysallida minutissima (Dautzenberg & H. Fischer, 1906)
- Chrysallida mariella (A. Adams, 1860): synonyme de Egilina mariella (A. Adams, 1860)
- Chrysallida mariellaeformis: synonyme de Babella mariellaeformis (Nomura, 1938)
- Chrysallida marthinae Nofroni & Schander, 1994: synonyme de Spiralinella marthinae (Nofroni & Schander, 1994)
- Chrysallida mauritanica Peñas & Rolán, 1998: synonyme de Parthenina mauritanica (Peñas & Rolán, 1998)
- Chrysallida micronana Ozturk & van Aartsen, 2006: synonyme de Pyrgulina nana Hornung & Mermod, 1924
- Chrysallida monozona (Brusina, 1869): synonyme de Parthenina monozona (Brusina, 1869)
- Chrysallida monterosatii (Clessin, 1900): synonyme de Parthenina monterosatii (Clessin, 1900)
- Chrysallida moolenbeeki Amati, 1987: synonyme de Parthenina moolenbeeki (Amati, 1987)
- Chrysallida muinaiensis (Saurin, 1962): synonyme de Spiralinella muinaiensis Saurin, 1962
- Chrysallida multicostata (Jeffreys, 1884): synonyme de Parthenina multicostata (Jeffreys, 1884)
- Chrysallida mumia A. Adams, 1861: synonyme de Turbonilla mumia (A. Adams, 1861)
- Chrysallida mutata (Dautzenberg, 1912): synonyme de Kongsrudia mutata (Dautzenberg, 1912)
- Chrysallida nanodea (Monterosato, 1878): synonyme de Parthenina juliae (de Folin, 1872)
- Chrysallida nivosa (Montagu, 1803): synonyme de Jordaniella nivosa (Montagu, 1803)
- Chrysallida obesa (Dautzenberg, 1912): synonyme de Pyrgulina obesa Dautzenberg, 1912
- Chrysallida obtusa (Brown, 1827): synonyme de Chrysallida interstincta (Adams J., 1797), synonym of Parthenina interstincta (J. Adams, 1797)
- Chrysallida oodes (Watson, 1886): synonyme de Pyrgulina oodes (Watson, 1886)
- Chrysallida opaca Hedley, 1906: synonyme de Odostomella opaca (Hedley, 1906)
- Chrysallida palazzii Micali, 1984: synonyme de  Parthenina palazzii (Micali, 1984)
- Chrysallida parasigmoidea Schander, 1994: synonyme de Parthenina parasigmoidea (Schander, 1994)
- Chrysallida pellucida (Dillwyn, 1817): synonyme de Spiralinella spiralis (Montagu, 1803)
- Chrysallida penchynati: synonyme de Parthenina penchynati (Bucquoy, 1883)
- Chrysallida perscalata (Hedley, 1909): synonyme de Linopyrga perscalata (Hedley, 1909)
- Chrysallida pinguis Peñas & Rolán, 1998: synonyme de Pyrgulina pinguis (Peñas & Rolán, 1998)
- Chrysallida pirinthella (Melvill, 1910): synonyme de Pyrgulina pirinthella Melvill, 1910
- Chrysallida plicata A. Adams, 1860: synonyme de Pyrgulina plicata (A. Adams, 1860)
- Chrysallida pontica Grossu, 1986: synonyme de Parthenina pontica (Grossu, 1986)
- Chrysallida pseudalveata Nomura, 1936: synonyme de Pyrgulina pseudalveata (Nomura, 1936)
- Chrysallida pulchella A. Adams, 1860: synonyme de Pyrgulina pulchella (A. Adams, 1860)
- Chrysallida pulchra Gaglini, 1992: synonyme de Miralda elegans (de Folin, 1870): synonyme de Liamorpha elegans (de Folin, 1870)
- Chrysallida punctigera (A. Adams, 1860): synonyme de Linopyrga punctigera (A. Adams, 1860)
- Chrysallida pupula (A. Adams, 1861): synonyme de Pyrgulina pupula (A. Adams, 1861)
- Chrysallida pyttelilla Schander, 1994: synonyme de Parthenina pyttelilla (Schander, 1994)
- Chrysallida rinaldii Micali & Nofroni, 2004: synonyme de Parthenina rinaldii (Micali & Nofroni, 2004)
- Chrysallida rufolineata A. Adams, 1863: synonyme de Odostomella rufolineata (A. Adams, 1863)
- Chrysallida sarsi: synonyme de Parthenina sarsi (Nordsieck, 1972)
- Chrysallida sergei Nofroni & Schander, 1994: synonyme de Parthenina sergei (Nofroni & Schander, 1994)
- Chrysallida sigma: synonyme de Kunopia sigma (Hedley, 1907)
- Chrysallida sigmoidea (Monterosato, 1880): synonyme de Strioturbonilla sigmoidea (Monterosato, 1880)
- Chrysallida spiralis (Montagu, 1803): synonyme de Spiralinella spiralis (Dillwyn, 1817)
- Chrysallida suturalis (Philippi, 1844): synonyme de Parthenina suturalis (Philippi, 1844)
- Chrysallida tantilla (A. Adams, 1863): synonyme de Linopyrga tantilla (A. Adams, 1863)
- Chrysallida terebellum (Philippi, 1844): synonyme de Parthenina terebellum (Philippi, 1844)
- Chrysallida terryi (Olsson & McGinty, 1958): synonyme de Ivara terryi (Olsson & McGinty, 1958)
- Chrysallida toroensis (Olsson & McGinty, 1958): synonyme de Mumiola gradatula (Mörch, 1876)
- Chrysallida tricincta (Jeffreys, 1856): synonyme de Odostomella doliolum (Philippi, 1844)
- Chrysallida truncatula (Jeffreys, 1850): synonyme de Jordaniella truncatula (Jeffreys, 1850)
- Chrysallida ultralaeta Nomura, 1936: synonyme de Parthenina ultralaeta (Nomura, 1936)
- Chrysallida undata (Watson, 1897): synonyme de Trabecula jeffreysiana Monterosato, 1884
- Chrysallida vanderlindeni van Aartsen, Gittenberger & Goud, 2000: synonyme de Pyrgulina vanderlindeni (van Aartsen, Gittenberger & Goud, 2000)
- Chrysallida willeminae van Aartsen, Gittenberger E. & Goud, 2000: synonyme de Parthenina willeminae (van Aartsen, Gittenberger & Goud, 2000)